# Фатьяново (Ростовский район)
Фатьяново — село в Ростовском районе Ярославской области, входит в состав сельского поселения Петровское.

## География
Расположено в 24 км на запад от посёлка Петровское и в 45 км на юго-запад от Ростова.

## История
Сельская каменная церковь в селе с колокольней построена в 1794 году прихожанами с тремя престолами: св. Леонтия, Ростовского чудотворца, Архистратига Михаила и св. Николая. В прежнее время здесь существовала теплая деревянная церковь. В 1877 году в селе была открыта сельская школа.
В конце XIX — начале XX село входило в состав Новоселко-Пеньковской волости Ростовского уезда Ярославской губернии. В 1885 году в селе было 12 дворов.
С 1929 года село входило в состав Новосельского сельсовета Ростовского района, в 1935 — 1959 годах — в составе Петровского района, с 1954 года — центр Фатьяновского сельсовета (сельского округа), с 2005 года — в составе сельского поселения Петровское.

## Население
| 1859 | 1914 | 2007 | 2010 |
| ---- | ---- | ---- | ---- |
| 92   | ↗100 | ↘29  | ↘20  |

## Достопримечательности
В селе расположена недействующая Церковь Леонтия Ростовского (1794).

## Общественный транспорт
Фатьяново обслуживается автобусным маршрутом № 139 Ростов Великий — Петровское.